# Jaroslav Sůva
Jaroslav Sůva (25. července 1930 Těmice - 30. prosince 2018) byl český a československý politik KSČ, v roce 1990 československý ministr paliv a energetiky.

## Biografie
Vystudoval obchodní akademii v Jindřichově Hradci a pak v roce 1964 dálkově dokončil VŠE v Praze. Roku 1974 potom obhájil dizertaci na ČVUT. Pracoval v podnikové sféře v energetickém průmyslu, později byl zaměstnancem Československého státního energetického dispečinku a pracoval v Českých energetických závodech. Roku 1983 nastoupil na ministerstvo paliv a energetiky, kde později zastával funkci náměstka ministra a ředitele odboru energetiky. 1. listopadu 1989 se stal profesorem na katedře řízení a ekonomiky energetiky ČVUT v Praze. Byl členem KSČ.
Jeho politická kariéra vyvrcholila krátce po sametové revoluci. 13. února 1990 byl jmenován ministrem paliv a energetiky ve vládě Mariána Čalfy. Portfolio si udržel do konce existence vlády, tedy do 27. června 1990. Krátce před koncem svého mandátu ovšem vystoupil z KSČ.